# ハピリン
ハピリン（Happiring）は、福井県福井市中央にある超高層ビルである。
低層階は複合商業施設、高層階はマンションとなっており、開業当時は福井県内で最も高い建築物であったが、2024年に北西斜め向かい側に開業したFUKUMACHI BLOCKの2棟がこれを抜き、現在は第3位となっている。

## 概要
福井駅周辺の活性化のための大規模な再開発事業となる福井駅西口中央地区第一種市街地再開発事業によって建設された。住宅部分はシンフォニアタワーコート福井として分譲された。名称は公募で選ばれ、「福井」から福（幸福）、井（井戸）の英語の単語、HappyとRingの造語（和製英語）が由来となっている。昇降機設備は全て日立製。当初はホテルやNHK福井放送局を誘致する計画であったが、いずれも頓挫。高層階は住宅のみに変更され、代わりに低層部にプラネタリウム（現在のセーレンプラネット）等が追加された（詳細は次項）。

## 歴史
福井駅西口の再開発は、2002年1月に生活創庫福井店の閉店が契機となった。中心市街地の空洞化に危機感を持ち、福井県や福井市、経済界、地元地権者が同年4月に再開発の基本構想を策定。2006年には地権者による再開発準備組合が設立され、2008年3月には福井市が西日本旅客鉄道（JR西日本）から北陸本線（現在のハピラインふくい線）福井駅の高架化（2005年）によって余剰となっていた旧生活倉庫に隣接する鉄道用地跡を取得した。
2008年、当初の再開発の中核となったホテルの誘致への協力は厳しいと福井商工会議所から回答があり断念。その後、NHK福井放送局の移転を福井市長の東村新一が日本放送協会（NHK）本部へ要請したものの、NHKから「事業参画は困難」と回答。2011年に計画を白紙とした。この背景には、NHK会長が橋本元一から福地茂雄に変わり、福地体制の経営方針により各地のNHKの移転が一時中断したとも言われている。
NHK移転を断念した福井市は計画を再度策定。福井市自然史博物館で使用されなくなった映像資料を活用し、プラネタリウムを備えた博物館分館の整備と、雨で中止になっていた西口のイベントの開催率を上げるために「屋根付き広場」を備えた整備案を2011年に策定。翌年に事業計画が認可され、2013年9月に着工。2016年4月28日に開業となった。

## 施設
詳細は、公式サイトのフロアマップを参照。
- 21階～6階 - 住居
- 5階 - 福井市自然史博物館分館「セーレンプラネット」[8][11]（セーレンが命名権を取得。契約期間は2021年3月31日までの予定[12]）
- 4階 - ハピリンホール、福井市総合ボランティアセンター、福井市役所市民協働・ボランティア推進課
- 3階 - 多目的ホール「ハピリンホール」（能楽堂併設[13]）、福井市観光協会、まちづくり福井（本社）
- 2階 - 福井市観光物産館（福福館）、託児所（の～び・のび）、飲食店、旅行代理店、物販
- 1階 - 福井市まちなか案内所（別棟）、飲食店、物販・ファミリーマート、ATM、屋根付き広場「ハピテラス」など
- 地下1階 - 駐車場

## 交通
- 北陸新幹線・ハピラインふくい線・えちぜん鉄道勝山永平寺線 福井駅 西口（福井城址口）より徒歩すぐ
- 福井鉄道福武線 福井駅停留場より徒歩すぐ